# Leptoneta arquata
Leptoneta arquata är en spindelart som beskrevs av Song och Kim 1991. Leptoneta arquata ingår i släktet Leptoneta och familjen Leptonetidae. Inga underarter finns listade i Catalogue of Life.